# 片岡安
片岡 安 （かたおか やすし、 1876年6月4日- 1946年5月26日） は、日本の建築家・都市計画家。工学博士（東京帝国大学）。関西工学専修学校（現：大阪工業大学）初代校長・理事長。日本建築協会初代理事長・会長。大阪商工会議所第13代会頭。大阪工業会第3代会長。金沢市長（1期）。

## 来歴
「日本近代建築の父」といわれる辰野金吾（日本銀行本店・東京駅等を設計）と共同で、辰野片岡建築事務所を大阪に開設し、大阪市庁舎・大阪市中央公会堂等多くの建築作品を残した。また日本における都市計画研究のパイオニア（わが国最初の都市計画大著「現代都市之研究」を公刊）であり、大阪を代表する御堂筋等のまちづくりに欠かせなかった建築法規（旧都市計画法、市街地建築物法）の整備にも尽力した。
関西建築界の重鎮であり、日本建築協会会長は30年に及んだ。その功績を讃えて、同協会より片岡安賞が創設されている。また、建築界のみならず、大阪工業会会長、商工識所会頭をも務めた実業界の実力者であった。
明治・大正・昭和期に大阪で活躍した。
- 1876年（明治9年）加賀前田藩士細野直重の次男として金沢市に生まれる。
- 1897年（明治30年）東京帝国大学工科大学造家学科を卒業（同期には京都高等工芸学校図案科や京都帝国大学建築学科を創設した武田五一がいる）。日本銀行技師となる。
- 1899年（明治32年）日本銀行大阪支店建築工事中、日本生命保険副社長片岡直温の婿養子となる。
- 1903年（明治36年）第三十四銀行技師。
- 1905年（明治38年）辰野金吾と辰野片岡建築事務所（大阪）を開設。
- 1912年（大正1年）大阪市中央公会堂指名コンペの一員に選ばれる。
- 1917年（大正6年）関西建築協会（後に日本建築協会）創立、初代理事長となる。
- 1918年（大正7年）内務省都市計画調査会委員、社団法人大阪工業会常務理事。
- 1919年（大正8年）日本生命保険取締役（1927年まで）。松井清足と共同で片岡松井建築事務所（東京）を開設。
- 1920年（大正9年）東京帝国大学より工学博士号授与（論文名「都市計画ノ科学的考察」）。
- 1922年（大正11年）片岡建築事務所を開設。京都帝国大学工学部建築学科講師嘱託（1929年まで）。社団法人大阪工業会会長（1946年まで）。本庄京三郎に招聘され、関西工学専修学校（現：大阪工業大学）初代校長・理事長に就任[12]。
- 1923年（大正12年）大阪信用組合（現 大阪信用金庫）組合長（1946年まで）。
- 1927年（昭和2年）石本喜久治と片岡・石本建築事務所を設立（1931年頃まで）。
- 1934年（昭和9年）関西工学専修学校理事長を退任（後任の第2代理事長は坂本助太郎）。金沢市長（1936年まで）。
- 1940年（昭和15年）大阪商工会議所会頭（1943年9月まで）。
- 1946年（昭和21年）死去（享年71、満69歳没）。

## 主な作品

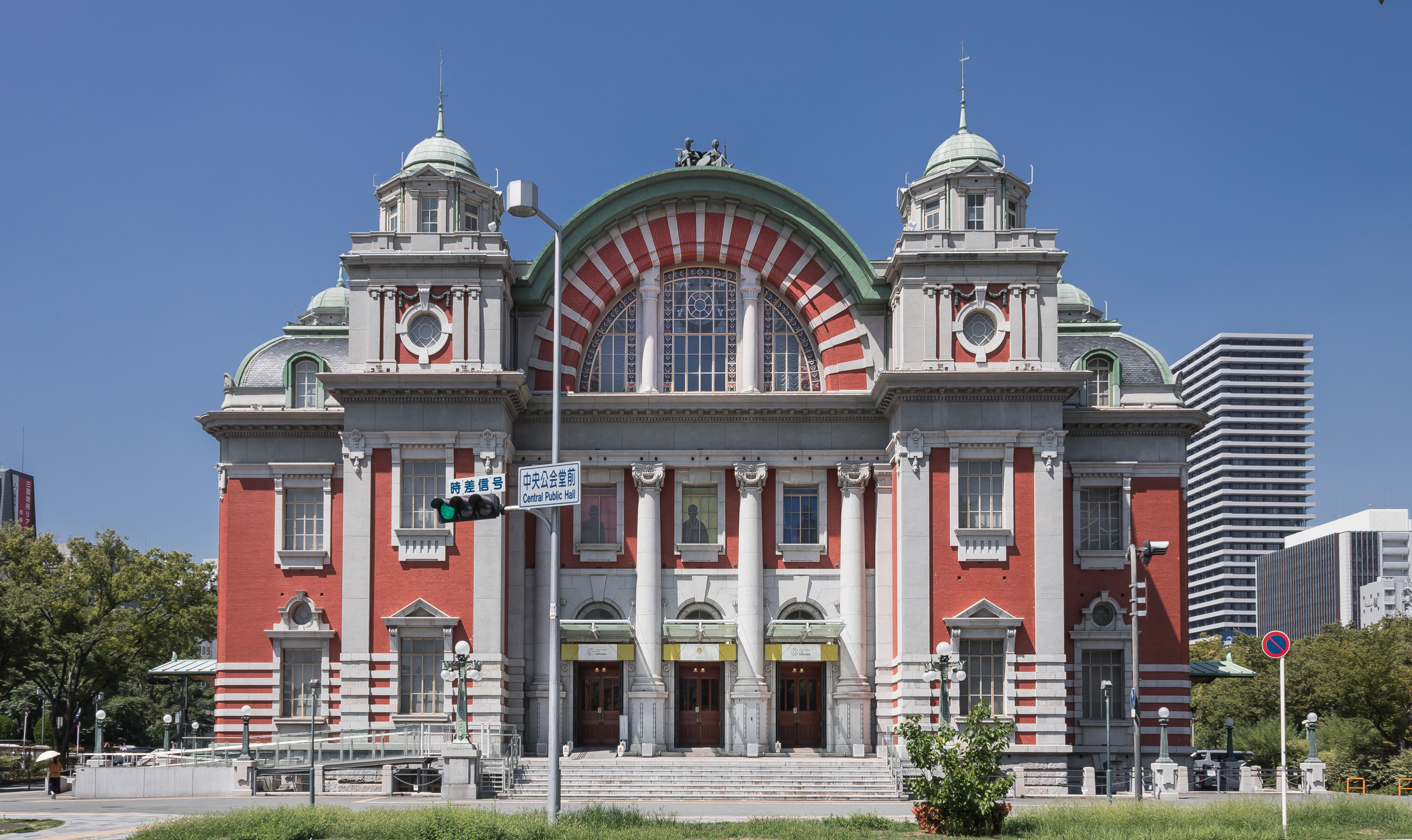
大阪市中央公会堂

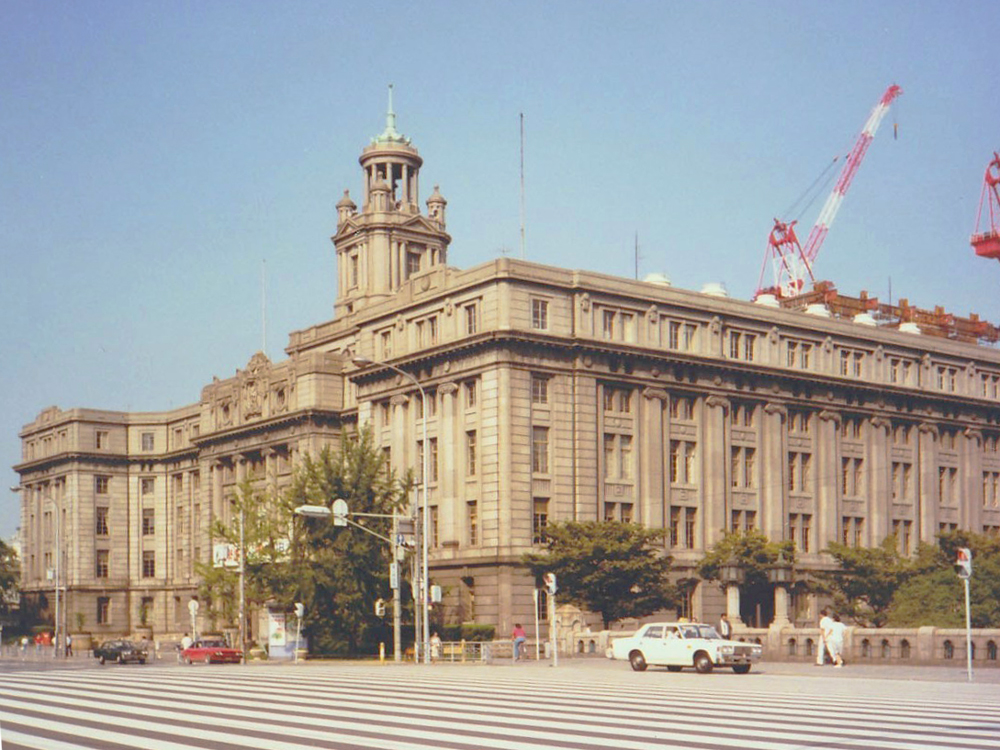
大阪市役所旧庁舎

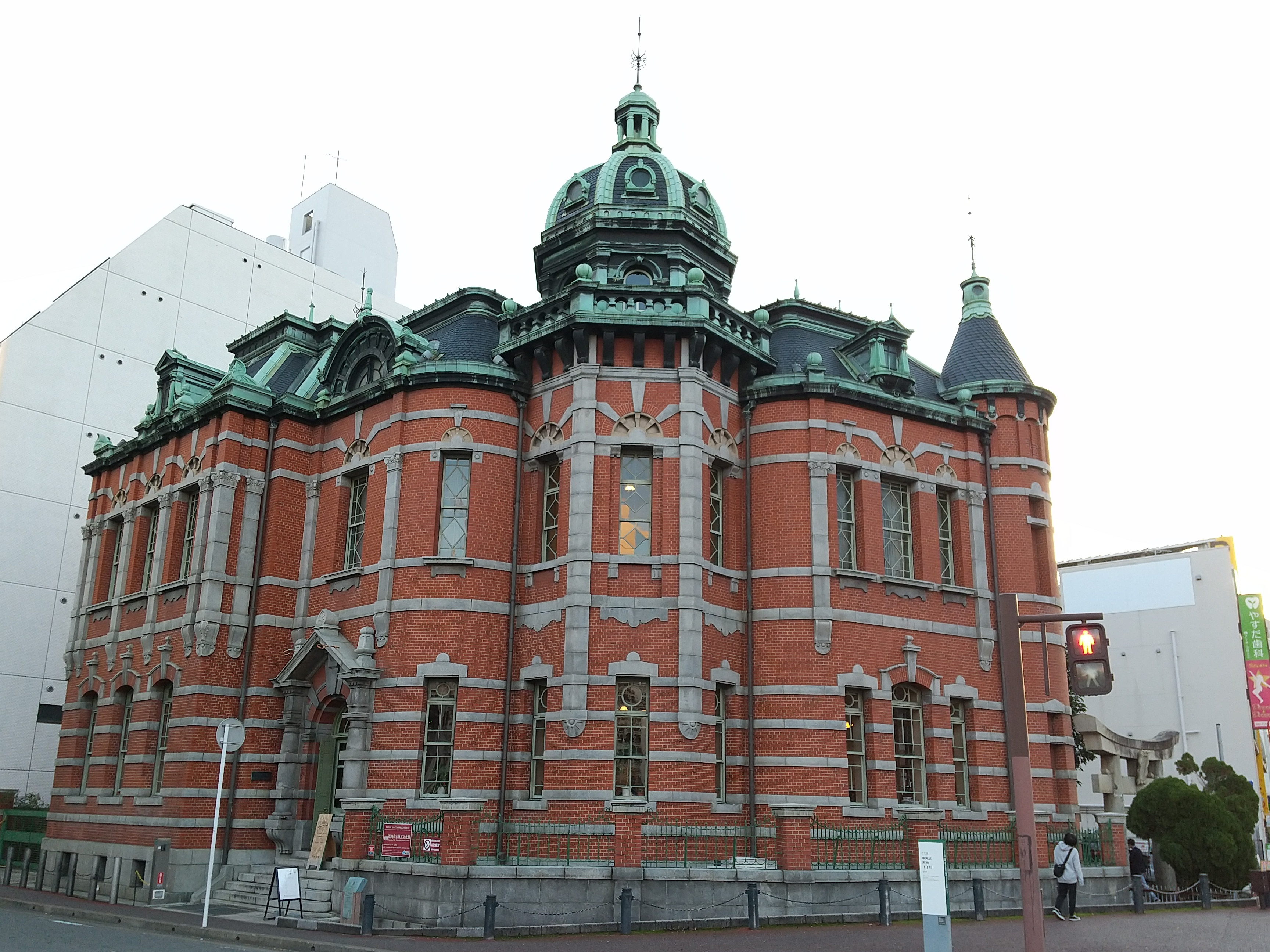
旧日本生命保険九州支店（現・福岡市赤煉瓦文化館）

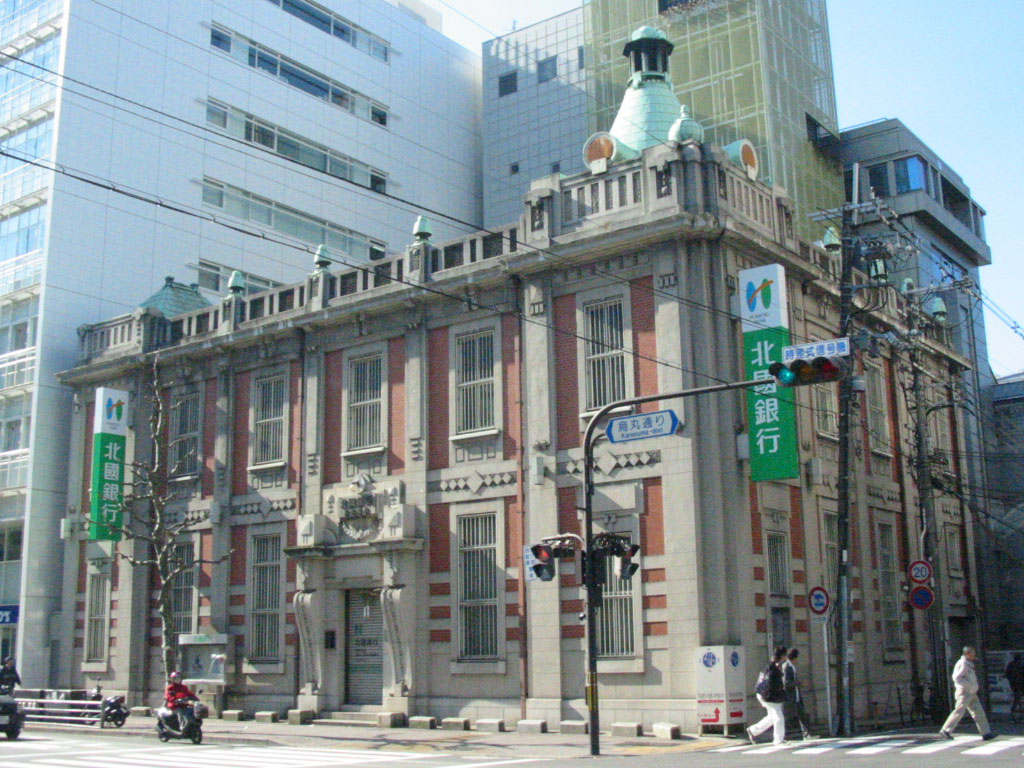
旧山口銀行京都支店（旧北國銀行京都支店）

|  |  |  |  |

| 建造物名                                      | 年                 | 所在地                 | 指定       | 備考                       |
| --------------------------------------------- | ------------------ | ---------------------- | ---------- | -------------------------- |
| 第三十四銀行本店                              | 1897年（明治30年） | 大阪市中央区           | 現存せず   |                            |
| 日本生命保険九州支店 (現・福岡市赤煉瓦文化館) | 1909年（明治42年） | 福岡市中央区           | 重要文化財 | 辰野片岡建築事務所         |
| 日本教育生命保険 (現・オペラ・ドメーヌ高麗橋) | 1912年（明治45年） | 大阪市中央区           |            | 辰野片岡建築事務所         |
| 百三十銀行八幡支店                            | 1915年（大正4年）  | 福岡県北九州市八幡東区 |            | 辰野片岡建築事務所         |
| 東洋紡績本店                                  | 1916年（大正5年）  | 大阪市                 | 現存せず   | 辰野片岡建築事務所         |
| 旧北國銀行京都支店                            | 1916年（大正5年）  | 京都市中京区           |            | 辰野片岡建築事務所         |
| 大阪市中央公会堂                              | 1918年（大正7年）  | 大阪市北区             | 重要文化財 | 実施設計辰野片岡建築事務所 |
| 大阪市庁舎                                    | 1921年（大正10年） | 大阪市北区             | 現存せず   | 実施設計                   |
| 金沢市役所                                    | 1922年（大正11年） | 石川県金沢市           | 現存せず   |                            |
| 大阪工業倶楽部                                | 1922年（大正11年） | 大阪市                 | 現存せず   |                            |
| 福岡市庁舎                                    | 1923年（大正12年） | 福岡市中央区           | 現存せず   |                            |
| 大阪野村銀行本店                              | 1924年（大正13年） | 大阪市中央区           | 現存せず   |                            |
| 芦屋仏教会館                                  | 1927年（昭和2年）  | 兵庫県芦屋市           |            |                            |
| 鹿児島市中央公民館                            | 1927年（昭和2年）  | 鹿児島県鹿児島市       |            |                            |
| 大阪信用金庫旧本店 (現・同信金日本橋支店)     | 1936年（昭和11年） | 大阪市中央区           |            |                            |